# Tesechoacan
Tesechoacan är en ort i Mexiko.   Den ligger i kommunen José Azueta och delstaten Veracruz, i den sydöstra delen av landet, 400 km öster om huvudstaden Mexico City. Tesechoacan ligger 18 meter över havet och antalet invånare är 6 783.
Terrängen runt Tesechoacan är mycket platt. Runt Tesechoacan är det ganska glesbefolkat, med 32 invånare per kvadratkilometer. Tesechoacan är det största samhället i trakten. Trakten runt Tesechoacan består till största delen av jordbruksmark.